# Banu Qurayza

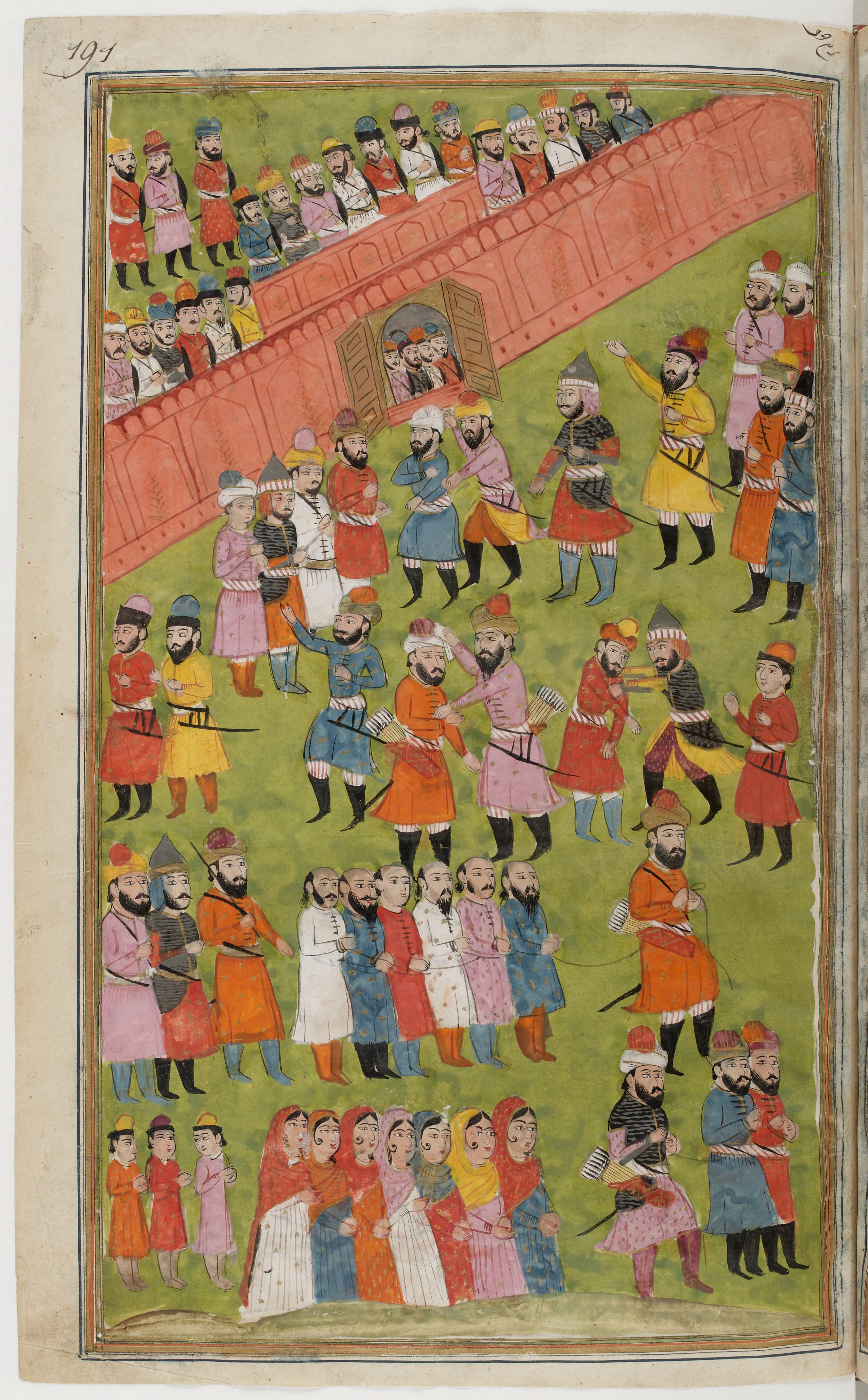
De Banu Qurayza wordt verslagen

De Banu Qurayza (Arabisch: بني قريظة; بنو قريظة, Hebreeuws: בנו קורייזה, alternatieve spellingen: Quraiza, Qurayzah en Quraytha) was een joodse stam in het noorden van Arabië. Deze stam werd beschuldigd van verraad door samenwerking met de vijand. De stam werd verslagen door Mohammed in 627. 
Ibn Ishaq (ca. 704-767) vertelt in zijn biografie van Mohammed hoe in het vijfde jaar van de hidjra, de aartsengel Djibriel verscheen aan Mohammed, na de zogeheten Slag bij de Gracht. De engel vroeg hem: Heb je je wapen neergelegd? Mohammed antwoordde bevestigend. De aartsengel commandeerde Mohammed: Allah beveelt je, Mohammed, ga naar Banu Qurayza. Ik ga naar hen toe om hun bolwerk op zijn grondvesten te doen schudden. Mohammed ging naar de joden toe en riep: Is Allah jullie ongenadig geweest en heeft Hij Zijn wraak op jullie gebracht?.
Na een belegering van 25 dagen gaf de stam zich over. Mohammed stelde Sa’d ibn Mu’aadh aan om een oordeel over de joden te vellen. Zijn vonnis luidde: De joodse mannen moeten worden gedood, hun bezittingen moeten worden verdeeld. Joodse vrouwen en kinderen moeten als slaven onderling worden verdeeld. Mohammed noemde dit een oordeel van Allah uitgesproken van boven de zeven hemelen. De joden werden naar de bazaar van Medina gebracht alwaar loopgraven werden gegraven. Hierin werden de mannelijke leden een voor een onthoofd. Volgens zowel Ibn Ishaq als de gezaghebbende historicus en theoloog Al-Tabari (839-923) werden tussen 600 en 900 joodse mannen onthoofd.